# سيد وسيم رضوي
جيتندرا نارايان سينغ تياجي، المعروف سابقًا باسم وسيم رضوي، هو عضو سابق ورئيس مجلس الوقف المركزي الشيعي في أتر برديش في الهند. لقد اختار بمحض إرادته التحول الديني إلى الهندوسية في 6 ديسمبر 2021. وهو معروف بتقديم التماس إلى المحكمة العليا الهندية، بالإضافة إلى إنتاج فيلم بوليوود رام كي جانمابومي.

## الحياة السياسية
تم انتخابه عضوًا في حزب ساماجوادي من كشمير موهالا جناح البلدة القديمة في لكهنؤ في عام 2000، وفي عام 2008 أصبح عضوًا في مجلس الوقف المركزي الشيعي. في عام 2012، طُرد تياجي من الحزب الاشتراكي لمدة ست سنوات بعد خلافه مع رجل الدين الشيعي كلبي جواد، الذي اتهمه باختلاس الأموال. وصف تياجي هذه الاتهامات بأنها «مطبوخة» مدفوعة بالرغبة في «إضعاف حجته». حصل تياجي في وقت لاحق على إعفاء من المحكمة وأعيد.

## الخلافات
في يناير 2018، كتب تياجي إلى رئيس وزراء ولاية أوتار براديش ورئيس وزراء الهند، مطالبًا بإلغاء المدارس الدينية وقال إن بعضها يعمل كأرضية خصبة للإرهابيين بدلًا من توفير وظائف للمسلمين. ردًا على ذلك، أعلن مجلس ديني في باريلي يدعى All India Faizan-e-Madina Council مكافأة قدرها 10,00,786 روبية ورحلة حج مجانية لأي شخص يقطع رأس تياجي. في يناير 2020، قال تياجي: «يعتقد بعض الناس أن الولادة هي عملية طبيعية ولا ينبغي التدخل فيها. إن إنجاب المزيد من الأطفال مثل الحيوانات يضر بالمجتمع والبلد. سيكون من الجيد للبلد أن يتم تطبيق قانون للسيطرة على السكان». كما قال في مقابلة إنه لا يحب أن يُدعى مسلم، وهو شيء يشبه بالنسبة له أن يطلق عليه «الوحش المتوحش القاسي»، وأضاف أنه مسلم إلى حد كبير، ولكن إذا كان ذلك يضعه في نفس الفئة مثل طالبان يفضل أن يُعرّف نفسه كإنسان. وفي مقابلة أخرى، أعلن أنه ترك الإسلام.

### التماس
في 12 مارس 2021 قدم تياجي التماسا في المحكمة العليا، حيث ناشد لإزالة 26 آية من القرآن. وقد ادعى في الالتماس أن هذه الآيات تعزز العنف بين المسلمين. تقول العريضة إن هذه الآيات الـ 26 لم تكن جزءا من القرآن الأصلي ولكن تم إدخالها في مرحلة لاحقة. ردًا على ذلك، أدانته الهيئات الإسلامية على حد سواء والطوائف المسلمة الشيعة والسنية. لقد طالبوا باعتقال تياجي. كما احتج الحزب الحاكم كم حزب بهاراتيا جاناتا على التماسه. أعلن محام من مراد آباد مكافأة قدرها 11 روبية لكح من أجل «قطع رأس» تياجي، بينما أعلنت جمعية شيان حيدر كرار الخيرية، وهي منظمة إسلامية في ولاية أوتار براديش، مكافأة قدرها 20000 روبية لقطع رأس تياجي.

## أعمال
- محمد - صدر في نوفمبر 2021، حيث قدم تياجي وجهة نظره حول سبب ظهور الإسلام ولماذا يعتبره دينًا عنيفًا. كما ادعى أنه وضع 350 كتابًا إسلاميًا كمرجع أثناء تأليف كتابه.[21][22]